# Tibiotrichius klapperichi
Tibiotrichius klapperichi är en skalbaggsart som beskrevs av Tesar 1942. Tibiotrichius klapperichi ingår i släktet Tibiotrichius och familjen Cetoniidae. Inga underarter finns listade i Catalogue of Life.